# ريوما إيشيدا
ريوما إيشيدا (باليابانية: 石田 崚真) (21 يونيو 1996 في شيزوكا في اليابان – )؛ هو لاعب كرة قدم ياباني سابق كان يلعب كمدافع.

## وصلات خارجية
- ريوما إيشيدا على موقع الاتحاد الدولي (مؤرشف)  (الإنجليزية)
- ريوما إيشيدا على موقع رابطة كرة القدم اليابانية للمحترفين (اليابانية)
- ريوما إيشيدا على موقع قاعدة بيانات كرة القدم.إي يو (الإنجليزية)
- ريوما إيشيدا على موقع Soccerway.com (الإنجليزية)
- ريوما إيشيدا على موقع عالم كرة القدم.نت (الإنجليزية)